# Ardaburius (consul in 427)
Ardaburius of Ardabur (Grieks: Ἀρδαβούριος) diende als Magister militum in het Oost-Romeinse leger in de jaren 420, onder keizer Theodosius II.
Tijdens de Romeins-Perzische oorlog van 421-422, viel hij Armenië en Mesopotamië binnen, belegerde Nisibis en versloeg zeven Perzische generaals.
Drie jaar later, samen met zijn zoon Aspar, kreeg hij de opdracht om usurpator Joannes omver te werpen. Ardabur werd gevangengenomen en opgesloten in Ravenna. Hij slaagde erin een aantal van de officieren van de usurpator om te kopen. Aspar nam de stad in, Joannes werd gevangengenomen, vernederd en geëxecuteerd.
Na zijn terugkeer in Constantinopel, werd hij in 427 tot consul uitgeroepen. 
Ardabur had een kleinzoon met dezelfde naam, die twintig jaar later in 447 consul was.